# Bezirk Peja
| Rajoni i Pejës (albanisch) Pećki okrug/Пећки округ (serbisch) | Rajoni i Pejës (albanisch) Pećki okrug/Пећки округ (serbisch) |
| Lage des Bezirks im Kosovo (anklickbare Karte)                | Lage des Bezirks im Kosovo (anklickbare Karte)                |
| ------------------------------------------------------------- | ------------------------------------------------------------- |
| Staat                                                         | Kosovo                                                        |
| Fläche                                                        | 1.507 km²                                                     |
| Einwohner                                                     | 174.325                                                       |
| Bevölkerungsdichte                                            | 130 km²                                                       |
| Bezirkshauptstadt                                             | Peja                                                          |
| Gemeinden                                                     | 3                                                             |
| Dörfer                                                        | 118                                                           |
| Kfz-Kennzeichen                                               | 03                                                            |

Der Bezirk Peja (albanisch Rajoni i Pejës, serbisch Пећки округ Pećki okrug) ist einer der sieben kosovarischen Bezirke und liegt im Nordwesten des Kosovo.
Am 17. Februar 2008 hat das Parlament des Kosovo die Unabhängigkeit von Serbien erklärt. Seitdem ist der Status international umstritten.
Für den Bezirk Peja gilt die 03 als kosovarisches Kennzeichen. Der Sitz des Bezirkes ist Peja.

## Gemeinden
Die Gemeinde Peja beinhaltet drei Gemeinden und 118 Dörfer.
| Gemeinde    | Verwaltungssitz | Bevölkerung (2011) | Fläche (km²) | Bevölkerungsdichte (km²) | Dörfer |
| ----------- | --------------- | ------------------ | ------------ | ------------------------ | ------ |
| Peja        | Peja            | 96.450             | 603          | 160                      | 14     |
| Istog       | Istog           | 39.289             | 454          | 86.5                     | 50     |
| Klina       | Klina           | 38.496             | 308          | 125                      | 54     |
| Bezirk Peja |                 | 174.235            | 1.365        | 127.6                    | 118    |

### Ethnische Gruppen
Die Tabelle gibt die Anzahl der ethnischen Bewohner aus dem Jahr 2011 an.